# Isabela Scalabrini
Isabela Scalabrini Matte, más conocida como Isabela Scalabrini (Río de Janeiro, 9 de mayo de 1957), es una periodista brasileña.

## Biografía
Nacida en el barrio de Copacabana, Scalabrini se formó en periodismo por las Faculdades Integradas Hélio Alonso. Reportera de TV Globo desde 1979, fue contratada después de un estagio de un año. Comenzó en la apuración y seis meses después fue para el Departamento de Deportes. Cuando Scalabrini llegó en Globo, no había ninguna mujer trabajando allá. La periodista empezó haciendo reportajes para Globo Esporte, y cubría diversas modalidades deportivas, a excepción del fútbol, que era siempre destinado a los hombres de la redacción.
Fue en los Juegos Panamericanos de 1983 en Caracas, Venezuela, que Scalabrini tuvo su primera oportunidad de realizar un trabajo de destaque. De acuerdo con la propia periodista, ella solo fue escalada para cubrir la competición porque tenía un jefe "muy moderno". Durante la competición, Brasil consiguió varias medallas en los deportes amadores, aquellos que Scalabrini era designada a cubrir, como remo y natación. De esta manera, consiguió por primera vez, que sus reportajes entraran en Jornal Nacional, un de los principales programas de la emisora. Después del bueno rendimiento en los Juegos Panamericanos de 1983 en Venezuela, Scalabrini fue escalada para cubrir los Juegos Olímpicos de 1984, en Los Ángeles, y 1988 en Seúl (Corea del Sur) y el Mundial de Fútbol de 1986, en México, además de muchos campeonatos mundiales de voleibol y baloncesto. Scalabrini presentó Globo Esporte, Esporte Espetacular y Fantástico en los años 80, y el noticiero RJTV en los años 90.

### Juegos Olímpicos de 1984
En los Juegos Olímpicos de Los Ángeles, Isabela acompañó la meta de la maratona femenina adentro del Coliseo, donde hizo el reportaje sobre el esfuerzo de la maratonista suiza Gabrielle Andersen para completar la prueba. La imagen es considerada una de las más importantes del deporte mundial.

### Mundial de 1986
En 1986, en el Mundial de México, cubrió la Selección Argentina. Ella era prácticamente la única reportera del sexo femenino en el Mundial. Isabela oyó muchas piaditas de reporteros de varias nacionalidades. Pero fue a ella que Maradona le dio una entrevista, que comenzó exclusiva en la concentración del equipo argentino, pero que luego se volvió una conferencia con la carrera de los reporteros, sorpresos, intentando alcanzarla.

### Juegos Olímpicos de 1988
Isabela hizo la polémica entrevista a Joaquim Cruz en que él denunció el uso de anabolizantes por el equipo estadounidense después de la desclasificación del canadiense Ben Johnson, por doping.

### Editoría general y Globo Minas
En 1992, cambió el deporte por la editoría general. En 1998, fue transferida para TV Globo Minas. Isabela fue una de las primeras mujeres a cubrir deporte en Globo, durante muchos años. Ella admite haber enfrentado algún prejuicio, en la cobertura de fútbol, por ejemplo, pero nunca fue desrespetada. La periodista costumbra decir que el único espacio que no conquistó en el mundo deportivo fue el vestiario.
En septiembre de 2009, Isabela fue una de las entrevistadas para hablar sobre los 40 años de Jornal Nacional, siendo la primera reportera deportiva del noticiero. La entrevista fue en el estudio de Jornal Nacional en Río de Janeiro. Scalabrini condujo MGTV 1ª Edição hasta agosto de 2019, cuando pasó a hacer reportajes de calle para los noticieros locales de Globo Minas y para Jornal Nacional.
El 31 de enero de 2023, Isabela Scalabrini dejó TV Globo después de 44 años en la emisora.